# Pallavolo Reggio Emilia
Pallavolo Reggio Emilia ist ein ehemaliger italienischer Frauen-Volleyballverein aus Reggio nell’Emilia (Region Emilia-Romagna).

## Geschichte
Pallavolo Reggio Emilia wurde 1952 gegründet und spielte bis 2005 in der höchsten italienischen Spielklasse „Serie A1“. Dabei spielten die Frauen ständig in der Spitzengruppe mit und gewannen viermal (1965, 1966, 1967 und 1968) die italienische Meisterschaft. Hinzu kamen zwölf weitere Finalteilnahmen (1969, 1972, 1973, 1974, 1979, 1980, 1981, 1982, 1983, 1985, 1990 und 1998). Darüber hinaus konnten sie viermal (1982, 1983, 1986 und 1989) den italienischen Pokal gewinnen. Auch in Europa war Pallavolo Reggio Emilia erfolgreich. So stand man viermal (1984, 1987, 1990 und 1999) im Finale des Europapokals der Pokalsieger und gewann dreimal (1986, 1989 und 1998) den CEV-Pokal. Die Mannschaft trat auch unter den Namen „Menabò Reggio Emilia“, „Ceramica Magica Reggio Emilia“, „Magica Sidis Reggio Emilia“, „Magica Reggio Emilia“, „Cermagica Reggio Emilia“, „Cerdisa Reggio Emilia“, „Five Reggio Emilia“ und „Grissin Bon Reggio Emilia“ an. Von 2005 bis 2012 spielte das Team in unterklassigen Ligen und wurde danach aufgelöst.

## Ehemalige Spielerinnen
- Francesca Piccinini
- Simona Gioli
- Tayyiba Haneef-Park
- Paula Weishoff
- Nicole Branagh
- Erna Brinkman
- Frauke Dirickx
- Dessislawa Welitschkowa
- Susanne Lahme
- Jelena Nikolić
- Eva Štěpánčíková
- Jewgenija Artamonowa
- Irina Kirillowa